# Quadricalcarifera dinawa
Quadricalcarifera dinawa är en fjärilsart som beskrevs av Bethune-Baker 1904. Quadricalcarifera dinawa ingår i släktet Quadricalcarifera och familjen tandspinnare. Inga underarter finns listade.